# Celso Camacho Quiroz
Celso Camacho Quiroz es un artesano mexicano de la cuarta generación quien trabaja en Metepec, Estado de México. Su especialidad es la creación de grandes contenedores para cocina llamadas "cazuelas", tradicionalmente usadas para cocinar mole y arroz, pero él también hace un gran número de otras piezas útiles y decorativas. Su trabajo ha sido reconocido con condecoraciones tales como el "Gran Premio de Arte Popular" por el FONART en 1999 y desde ahí es llamado "gran maestro" por el Fomento Cultural Banamex en 2003.

## Vida
Camacho Quiroz es de la cuarta generación de ceramistas, aprendiendo este arte de sus padres. Sus padres trabajaban en arcilla, mientras que la especialidad de su padre era realizar quemadores de incienso y pequeños utensilios como tazas. Su madre se especializó en largos contenedores de cocina llamados "cazuelas", tradicionalmente utilizadas para preparar mole y arroz. Él comenzó trabajando en arcilla cuando era un niño pequeño, ayudando a su madre a crear tazas y otros envases pequeños que proveían la mayor parte del ingreso familiar en ese tiempo. Ellos esculpían las figuras de lunes a viernes y las terminaban los fines de semana para venderlos e incluso intercambiarlos por otros bienes en el tradicional "Tianguis" mercado en Metepec. Camacho Quiroz siguió trabajando en cerámica a pesar de que asistía a la universidad. Él dejó la escuela cuando sus padres murieron, primero su padre y poco después su madre. Todos sus hermanos también aprendieron a trabajar en arcilla y dependieron de eso para obtener un ingreso en algún punto de sus vidas, pero hoy sólo los hombres de la familia son aún alfareros.
Hoy, el artista trabaja con su esposa e hijos. Su esposa, Ivette Camacho Rodríguez, estudió cerámica en el Centro Cultural MOA. Ella realiza piezas en estilo Talavera y ha ganado premios en competencias realizadas en Metepec y con FONART. Además ella enseña sus técnicas a preescolares. Sus dos hijos también trabajan en cerámica y han participado en competencias artísticas para menores organizadas por el gobierno de Metepec.

## Carrera
Camacho Quiroz es conocido por sus grandes cazuelas, que son tradicionales en Metepec. La mayoría de su ingreso proviene de las cazuelas que vende, pero muchas son vendidas más que para cocinar, para ser elementos decorativos y pueden ser encontradas en casas, restautantes y oficinas. Él además hace pequeños floreros, tarros para servir pulque y otras piezas decorativas y utilitarias. Algunas piezas, como los Árboles de la vida, son hechas sólo sobre pedido.
Su trabajo puede ser hallado en colecciones como la del Museo de Frankfurt y otros museos en Europa. Él compite regularmente en la competencia más importante de Metepec, "Las leyendas vivientes de FONART".
El artista ha ganado importantes reconocimientos por su trabajo como el Gran Premio de Arte Popular del FONART en 1999, y otros como el Premio Nacional del Arte Popular en Oaxaca y el del Concurso Nacional de Cerámica en Tlaquepaque, Jalisco. Él es llamado "gran maestro" por el Fomento Cultural Banamex en 2003.

## Artesanía
Camacho Quiroz trabaja con arcilla roja y amarilla obtenida de la ciudad cercana de Ocotitlán. Él limpia los excesos y con otros de su ciudad orquesta la tradición de poner sobre las calles la arcilla para ser pulverizada por los coches que transitan. El molido final es realizado a mano con una piedra pesada en pequeñas cantidades. Para trabajar la arcilla en formas diferentes primero es humedecida y después trabajada con una "plumilla". Algunas piezas como los floreros son hechas usando moldes, presionando las pequeñas porciones de arcilla para darle forma. Después las piezas son secadas al sol antes de ser talladas con piedra u otras herramientas. El horneado es realizado con un pequeño horno. La primera vez es hecho en terra cotta y la segunda después de pintarlo y tallarlo.
Su especialidad es crear largas y pesadas "cazuelas". Como muchas piezas son utilizadas para decoración, los motivos son importantes. Los pavos aparecen frecuentemente como elementos decorativos en su trabajo "como un símbolo tradicional de América". Además las mariposas también aparecen como símbolos de perfección y fuerza. Otros diseños incluyen variedad de plantas, animales y flores.
Él cambió a esmaltes sin plomo para poder vender sus productos en México y el mundo. Él ha estado experimentando con cerámica a mayores temperaturas y otras técnicas, combinando con las más tradicionales.